# 시외호 식별번호
시외호 식별번호(Trunk prefix)는 공중 전화망에서 다른 지역으로 전화를 걸 때 지역번호를 입력하기 이전에 입력해야 하는 번호이다. 국내 전화를 걸 때에는 1자리나 2자리의 시외호 식별번호를 누른 다음 지역번호와 가입자 번호를 누르게 된다. ITU에서 권장하는 형태이자, 대한민국을 포함한 많은 나라의 시외호 식별번호는 "0"이다.
국제 전화를 걸 때에는 국내용 시외호 식별번호를 누르지 않고, 국제호 식별번호를 누른 다음 국제전화 국가 번호를 누르게 된다.

## 예시
대한민국 서울특별시(지역번호 02)의 "1234-5678" 번호로 전화를 걸 때를 가정한다. 서울특별시 내에서 이 번호로 전화를 걸려면 1234-5678만 누르면 된다. 대한민국의 다른 지역(예: 경기도, 지역번호 031)에서 이 번호로 전화를 걸려면 대한민국의 시외호 식별번호(0)가 포함된 지역번호(02)를 먼저 누른 다음 전체 전화번호를 누르며, 눌러야 하는 전체 번호는 02-1234-5678이다. 대한민국 외부에서 전화를 걸려면 국가별 국제호 식별번호와 국가 코드(82) 다음에 국내 시외호 식별번호가 제외된 지역번호(2)만을 누르면 된다. 예를 들어서 영국에서 전화를 건다면 00-82-2-1234-5678을 누르게 된다.
명함 등에 전화번호를 표기할 때에는 국제전화 통화 시 필요한 번호만을 표기하기도 한다. 위에서 예시를 든 전화번호의 경우 "+82 2-1234-5678"로만 표기하며, 이는 서울특별시의 지역번호 02 중 대한민국의 시외호 식별번호인 0을 제외한 것이다. + 기호는 국제호 식별번호나 국제전화 사업자 식별번호로 대체할 수 있다.

## 국가별 시외호 식별번호 목록

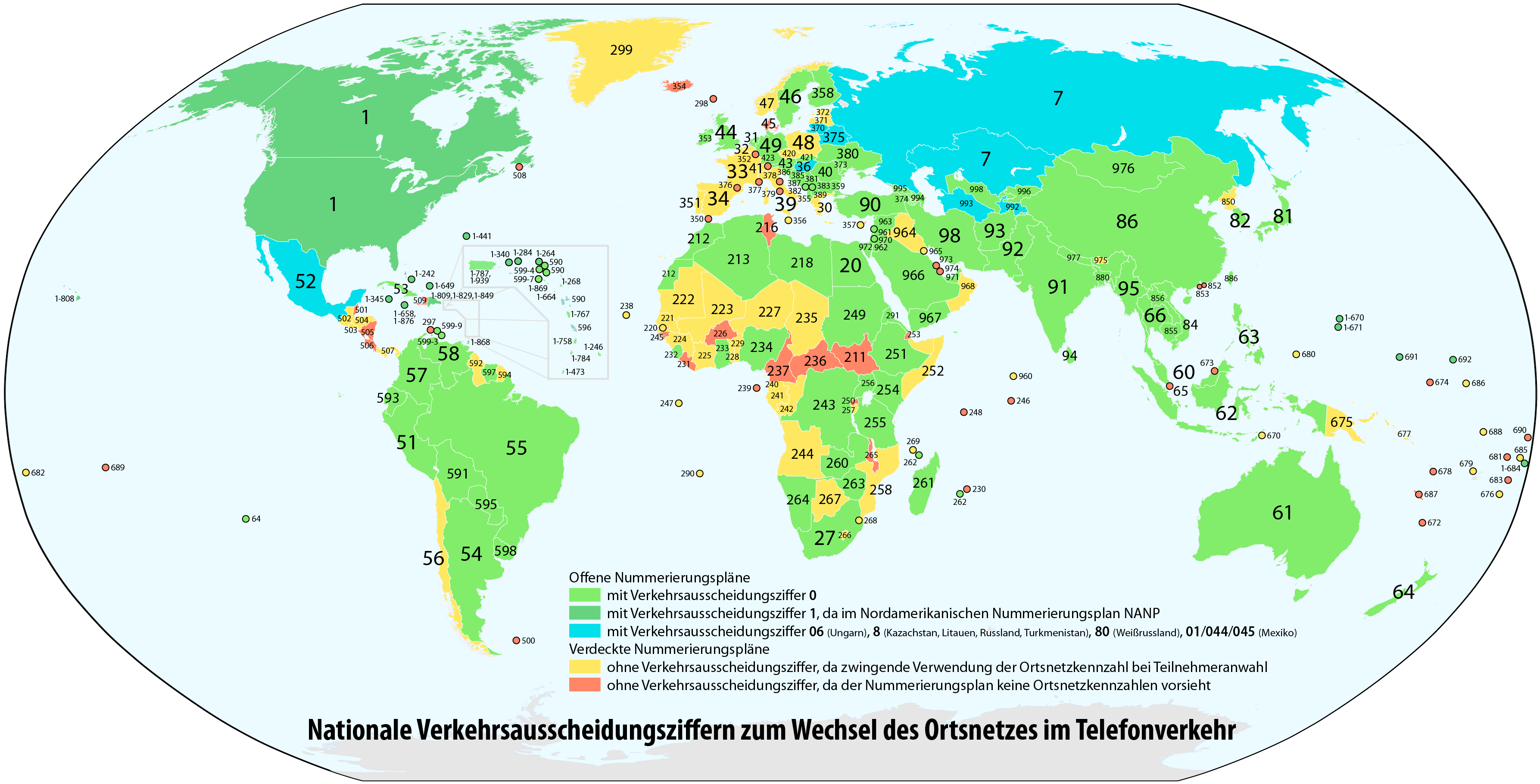
2019년 기준 국가별 현황

### 시외호 식별번호로 0 사용

#### 남아메리카
- 아르헨티나
- 브라질
- 파라과이
- 페루
- 베네수엘라

#### 아시아
- 네팔
- 대만
- 대한민국
- 라오스
- 말레이시아
- 미얀마
- 방글라데시
- 베트남
- 사우디아라비아
- 스리랑카
- 아랍에미리트
- 아제르바이잔
- 아프가니스탄
- 요르단
- 우즈베키스탄
- 이란
- 이스라엘
- 인도: 유선전화만 해당
- 인도네시아
- 일본
- 조선민주주의인민공화국
- 중국: 유선전화만 해당
- 캄보디아
- 태국
- 파키스탄
- 필리핀

#### 아프리카
- 나이지리아
- 남아프리카 공화국
- 르완다
- 리비아
- 모로코
- 수단
- 앙골라
- 이집트
- 케냐
- 탄자니아

#### 오세아니아
- 뉴질랜드
- 오스트레일리아

#### 유럽
- 네덜란드
- 독일
- 루마니아
- 리투아니아
- 몬테네그로
- 몰도바
- 벨기에
- 보스니아헤르체고비나
- 북마케도니아
- 불가리아
- 세르비아
- 스웨덴
- 스위스
- 슬로바키아
- 슬로베니아
- 아일랜드
- 알바니아
- 영국
- 오스트리아
- 우크라이나
- 조지아
- 크로아티아
- 튀르키예
- 핀란드

### 시외호 식별번호로 8 사용
- 러시아
- 벨라루스
- 카자흐스탄
- 투르크메니스탄

### 기타 시외호 식별번호
- 멕시코: 01
- 몽골: 01 또는 02
- 북아메리카 전화번호 체계(NANP) 사용 지역: 1
- 헝가리: 06

## 시외호 식별번호를 폐지한 국가
- 그리스: 시외호 식별번호를 전화번호의 일부로 편입하면서 유선전화는 2, 휴대폰은 6으로 변경했다.
- 네팔
- 노르웨이
- 덴마크
- 라트비아
- 룩셈부르크
- 모나코
- 몰타
- 볼리비아
- 스페인
- 싱가포르
- 에스토니아
- 오만
- 우루과이
- 이탈리아: 이탈리아 외부에서 전화를 걸 때 누르는 0은 전화번호의 일부로 편입되었다.
  - 산마리노와 바티칸 포함
- 체코
- 칠레
- 키프로스
- 포르투갈
- 폴란드

## 같이 보기
- 장거리 직통 전화

## 참조
1. ↑  “전화 번호”. 2025년 4월 21일에 확인함.
2. ↑  “TTA정보통신용어사전”. 2025년 4월 21일에 확인함.